# فرانسوا کلسنس
فرانسوا کلسنس (فرانسوی: François Claessens‎; ۲ اکتبر ۱۸۹۷ – ۲۹ سپتامبر ۱۹۷۱) ژیمناست هنری اهل بلژیک بود.